# Stenopola porphyreus
Stenopola porphyreus är en insektsart som först beskrevs av Gerstaecker 1873.  Stenopola porphyreus ingår i släktet Stenopola och familjen gräshoppor. Inga underarter finns listade i Catalogue of Life.